# Dvärgkrokodil
Dvärgkrokodil (Osteolaemus tetraspis) är en afrikansk krokodilart. Den är den minsta krokodilen som finns. Dvärgkrokodilen utgörs av tre populationer som av vissa anses borde uppdelas i tre olika arter. Medellängden för dvärgkrokodilen är 1,5 meter.
Den är långsam och inte särskilt aggressiv mot människor.
Arten listas av IUCN som sårbar (VU) och av CITES i appendix I som förbjuder handel med alla kroppsdelar.

## Utseende
På den korta nosen förekommer en ränna som skiljer näsborrarna från varandra. De full utvecklade individerna har en svart eller nästan svart rygg. På ungdjurens ovansida förekommer tvärlinjer i brunt och gult. Även undersidan är svart eller täckt av stora svartaktiga fläckar. Individerna blir vanligen 1,4 till 1,5 meter långa men vissa exemplar når en längd av 1,9 meter.

## Utbredning
Dvärgkrokodilens utbredningsområde är tropiska låglandsregioner söder om Sahara (subsahariska Västafrika och västra Centralafrika). Enligt IUCN förekommer den i Angola, Benin, Burkina Faso, Kamerun, Centralafrikanska republiken, Kongo-Brazzaville (republiken Kongo), Kongo-Kinshasa (Demokratiska republiken Kongo), Elfenbenskusten, Gabon, Gambia, Ghana, Guinea, Guinea-Bissau, Liberia, Nigeria, Senegal, Sierra Leone och Togo.

## Ekologi

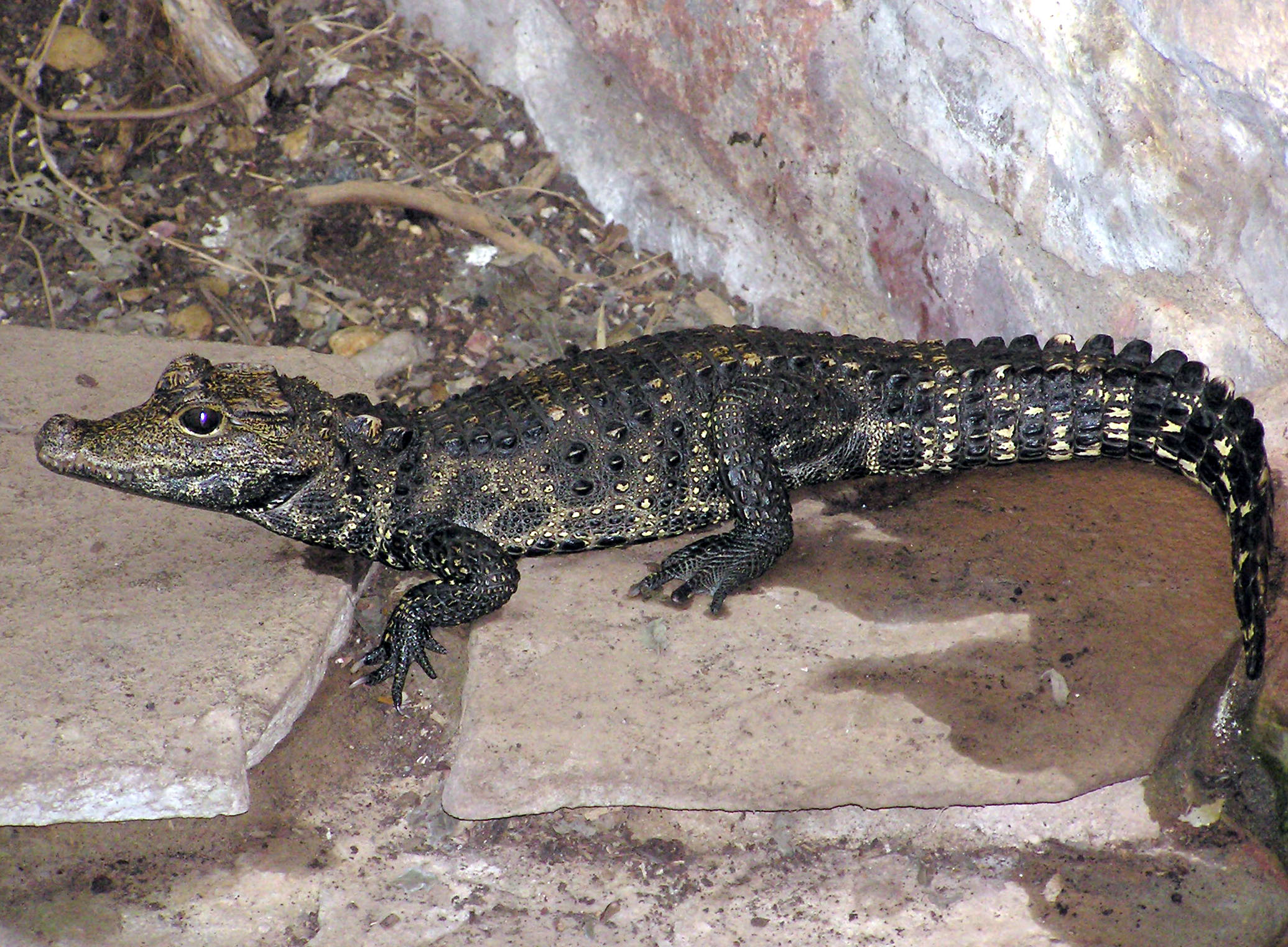
En dvärgkrokodil på Bristol Zoo i England.

Denna krokodil hittas huvudsakligen i regnskogen men i undantagsfall besöker den angränsande savanner. Arten vistas i snabbflytande vattendrag och i vattenansamlingar med lågt flöde. Under regntiden jagar dvärgkrokodilen främst fiskar och under den torra perioden äts huvudsakligen kräftdjur och groddjur. När det regnar mycket kan den vistas längre tider på land och jaga landlevande djur.
Arten simmar huvudsakligen genom svansens rörelser och på land kan den springa kortare sträckor i galopp när den känner sig hotad. Annars är rörelsen på land lika som hos andra krokodiler. Utanför parningstiden lever varje vuxen individ ensam.
Vid början av regntiden bygger honan ett näste av växtdelar som liknar en liten kulle. Efter parningen lägger hon ungefär 10 ägg som är 6 till 7 cm långa och cirka 4,2 cm breda. Honan bevakar sina ägg som kläcks efter cirka 100 dagar. De nykläckta ungarna är cirka 28 cm långa och de har läten för att meddela modern sin närvaro. Ungarna har i början vattenlevande insekter, små kräftdjur och små fiskar som föda. Liksom hos andra krokodiler blir honor tidigare könsmogna än hannar.